# Palladium
För andra betydelser, se Palladium (olika betydelser).
Palladium är ett metalliskt grundämne som tillhör gruppen lätta platinametaller. Det upptäcktes 1803 av William Hyde Wollaston och uppkallades efter den 1802 upptäckta asteroiden Pallas. Palladium räknas som en ädelmetall.

## Egenskaper
Palladium är mycket korrosionsbeständigt och räknas kemiskt som en ädelmetall. Den är en silvervit och utomordentligt smidbar metall. Den angrips inte av luft eller svavelväte men löses av salpetersyra och svavelsyra.
Vid rumstemperatur kan metallen i kompakt form lösa 900 gånger sin egen volym vätgas och i kolloidal form 3 000 gånger. Det upplösta vätet är synnerligen reaktivt (atomärt), och finfördelad palladium utgör därigenom en effektiv katalysator för hydrering.

### Organiska föreningar
Palladiumorganiska föreningar är komplex, bildade ur oorganiska palladiumföreningar och omättade organiska ämnen. De är i allmänhet instabila och vid deras sönderfall bildas ofta andra ämnen än utgångsmaterialen. Oorganiska palladiumföreningar katalyserar på så sätt vissa reaktioner inom organisk kemi.

## Förekomst
I naturen förekommer palladium i gedigen form med andra platinametaller i flodsandavlagringar i bland annat Brasilien och Ryssland.

## Användning
Enligt en svensk lag från 1999  stadgas att man kan få tillstånd att sälja arbeten av palladium som ädelmetallarbeten. I legering med guld, platina eller silver används palladium till smycken, tandfyllningar samt inom elektronik och för katalysatorer.